# Westvleteren
Pour la bière trappiste, voir Westvleteren (bière).
Westvleteren est un village de la vallée de l'Yser, au nord de Poperinge, dans la province de Flandre-Occidentale, en Belgique. Depuis la reforme administrative des structures communales c'est devenu une « section » de la commune de Vleteren. C'était une commune à part entière avant la fusion des communes de 1977. Le village est surtout connu grâce à la bière « trappiste Westvleteren » brassée à l'abbaye de Saint-Sixte.

## Démographie

### Évolution démographique
- Sources : INS, Rem. : 1831 jusqu'en 1970 = recensements, 1976 = nombre d'habitants au 31 décembre[2].

## Patrimoine
- L'église Saint-Martin (Sint-martinuskerk en néerlandais), de style gothique tardif, a des parties romanes et a été classée.
- L'abbaye Saint-Sixte, est un monastère trappiste fondé en 1831. Il est mondialement connu pour sa bière qui porte le nom du village: la 'Westvleteren'.
- Le cimetière militaire (belge) contient les tombes de 1208 soldats morts lors de la bataille de l'Yser (Première Guerre mondiale)

- Le cimetière militaire de Dozinghem (anglais) contient les tombes de 3174 soldats, dont 65 allemands, presque tous tombés lors de la troisième bataille d'Ypres (juillet- novembre 1917) de la Première Guerre mondiale.

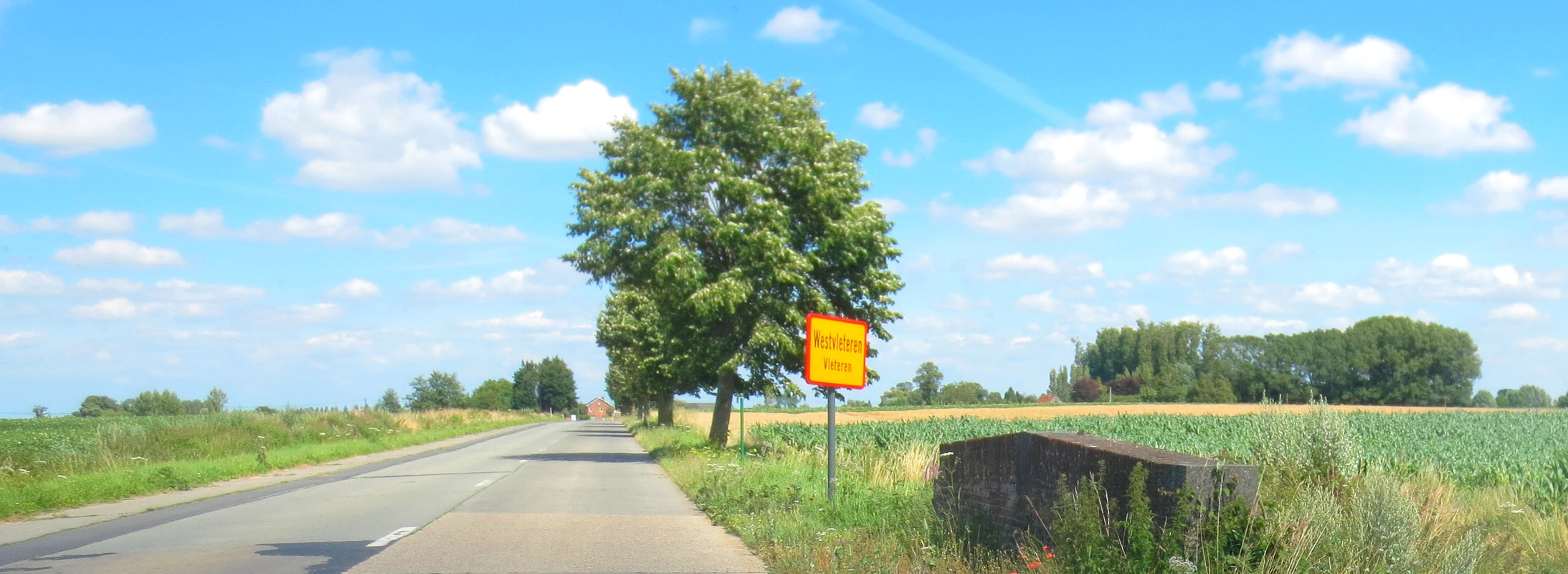
Westvleteren